# الغراب: صلاة شريرة
الغراب: صلاة شريرة (بالإنجليزية: The Crow: Wicked Prayer)‏ هو فيلم حركة ورعب تم إنتاجه في الولايات المتحدة وصدر سنة 2005 بطولة إدوارد فورلونغ وهو الجزء الرابع من سلسلة أفلام الغراب.

## القصة
في طريقه ليصبح شيطانًا خالدًا ، ينظم زعيم عصابة قتل محتال سابق وصديقته.

## وصلات خارجية
الغراب: صلاة شريرة على موقع IMDb (الإنجليزية)
- الغراب: صلاة شريرة على موقع روتن توميتوز (الإنجليزية)
- الغراب: صلاة شريرة على موقع نتفليكس (الإنجليزية)
- الغراب: صلاة شريرة على موقع ألو سيني (الفرنسية)
- الغراب: صلاة شريرة على موقع أول موفي (الإنجليزية)
- الغراب: صلاة شريرة على موقع فيلمافينيتي (الإسبانية)
- الغراب: صلاة شريرة على موقع قاعدة بيانات الأفلام السويدية (السويدية)
- الغراب: صلاة شريرة على موقع قاعدة بيانات الفيلم (الإنجليزية)
- الغراب: صلاة شريرة على موقع ليتربوكسد (الإنجليزية)
- الغراب: صلاة شريرة على موقع كينوبويسك (الروسية)